# Joaquim Andrade
Joaquim Adrego Andrade (Sangalhos, 16 de agosto de 1969) es un exciclista portugués. Su último equipo fue el LA-Rota dos Móveis, en el cual se retiró en 2009. Profesional desde 1989, fue campeón de Portugal de contrarreloj (2002 y 2003) y campeón de Portugal en ruta (2005). También ha ganado la Vuelta al Algarve, la Vuelta al Alentejo y el Tour de Poitou-Charentes.
Tiene el récord de participaciones en la Vuelta a Portugal (21) y en 2010 fue elegido presidente de la Asociación Portuguesa de Ciclistas Profesionales.

## Palmarés
| 1989 - 1 etapa del GP Torres Vedras - 1 etapa de la Vuelta a Portugal 1990 - Porto-Lisbonne 1991 - Vuelta al Algarve 1995 - 1 etapa de la Vuelta al Alentejo - 1 etapa del G. P. Jornal de Noticias - 1 etapa de la Vuelta a Portugal 1997 - Tour de Poitou-Charentes más 1 etapa 1998 - 3.º en el Campeonato de Portugal Contrarreloj 1999 - 2.º en el Campeonato de Portugal Contrarreloj | 2000 - 2.º en el Campeonato de Portugal Contrarreloj 2002 - Campeonato de Portugal Contrarreloj - Vuelta al Alentejo 2003 - Campeonato de Portugal Contrarreloj 2004 - 1 etapa del GP Estremadura - RTP 2005 - Campeonato de Portugal en Ruta 2006 - 3.º en el Campeonato de Portugal Contrarreloj |

## Resultados en lasGrandes Vueltas

### Vuelta a España
- 1992 : 97.º
- 1996 : 82.º